# История Кемеровской области
История Кемеровской области — события на территории современной Кемеровской области с момента начала расселения там людей и до сегодняшнего дня.

## До вхождения в состав России
К среднему палеолиту относится стоянка Мохово 2 в Кузнецкой котловине.
На территории Кемеровской области учтено и выявлено более полутора десятков памятников верхнего палеолита, основная часть которых сосредоточена в среднем и верхнем течении Томи. Памятники позднего палеолита на территории Кузнецко-Салаирской ландшафтной области известны у посёлка Аил (Кузедеево), мастерские по обработке камня и изготовлению орудий (Шумиха-I), кратковременные стоянки палеолитических охотников (Бедарево-II, Шорохово-I, Ильинка-II, Сарбала), поселение на реке Кия, около села Шестаково. Самые древние стоянки позднего палеолита на территории Кузнецкого края это Воронино-Яя (ок. 30 тыс. л. н.) и Шестаково на правом берегу Кии (25—18 тыс. л. н.). Большая часть позднепалеолитических памятников относится к периоду 15—12 тыс. л. н.
К мезолиту относятся стоянки Большой Берчикуль-1 на севере Кузбасса, Бычка-1 в среднем течении Томи и Печергол-1 в Горной Шории.
Ранний неолит на территории Кузбасса известен по погребениям Яяского могильника, отдельным находкам и некоторым изображениям лосей на Томской писанице. Севернее Кузнецкой крепости, минуя глубокую долину небольшого ручья, на террасе, сложенной лёссовидными суглинками находится Кузнецкий могильник и Маяковское городище. В районе Старокузнецка в Кузнецком могильнике на правом берегу Томи обнаружены два парных и три одиночных захоронения с шестью скелетами европеоидов эпохи неолита. К позднему неолиту в Кузбассе относятся Кузнецкий и Васьковский могильники, Дегтярёвская и Школьная стоянки, местонахождения у села Чумай и на озере Утинка, большая часть рисунков Томских писаниц.
На поселении Маяк обитали племена различных культур: эпохи бронзы (андроновская культура) и железа. Андроновские могильники известны на левобережье реки Ур в районе деревни Ур-Бедари вдоль дороги в село Пестеровское на северо-восточном склоне Салаирского кряжа. Андроновская культура была сменена карасукской культурой. Курганные группы карасукской культуры обнаружены у сёл Усть-Серта, Шестаково, Чумай, Тисуль, Кайчак, Малый Барандат, Пичугино, Изындаево, Некрасово, к поселениям тагарской культуры относятся городище Шестаково I, комплекс памятников Тисульское I, Тамбарское поселение. Карасукскую культуру сменили племена таштыкской культуры. К финалу эпохи раннего железа (первая половина 1 тыс. н. э.) могут быть отнесены предметы вооружения елыкаевского комплекса.
У подножия Новоромановских скал в устье речки Долгая обнаружены две группы наскальных рисунков, входящих совместно с Тутальскими скалами в единую культурно-историческую достопримечательность Томской писаницы.
На территории нынешней Кемеровской области проживали различные народы кеты, селькупы, динлины, южносамодийцы. В начале новой эры появились тюркские племена. В средние века жили сибирские татары, телеуты, шорцы. Они занимались охотой, собирательством, отчасти земледелием и скотоводством.

## Территория Кемеровской области во времена царской России

### XVII век
Освоение русскими первопроходцами территории современной Кемеровской области началось в начале XVII века, после основания в 1604 году Томска. В 1618 году русские служилые люди под руководством Остафия Харламова и Осипа Кокорева основали Кузнецкий острог, население которого  к концу XVII века составляло  200-300 человек. Первые воеводы - Тимофей Боборыкин и Осип Аничков прибыли в Кузнецк в 1620 году. Несмотря на постоянную военную опасность со стороны белых и чёрных калмыков, енисейских кыргызов, постепенно на территорию нынешней Кемеровской области стали переселяться русские люди. К концу XVII века они построили в Притомье Христорождественнский мужской монастырь (1648) возле Кузнецка, Сосновский (1656), Верхотомский (1665), Каштакский остроги (1697), пять десятков сёл и деревень. Возле Кузнецка, Верхотомского и Сосновского острогов возникли земледельческие станы, где пашенные крестьяне (первые крестьяне-старожилы края) возделывали государеву и собинную пашни, опытном путём развивая земледелие, огородничество и скотоводство в суровых сибирских климатических условиях. Вместе с русскими на территорию современной Кемеровской области стали переселяться и представители других народов (немцы, греки, поляки, украинцы, татары). Началось распространение православия и ислама среди аборигенов Притомья.
В XVII веке территория Притомья входила в Томский и Кузнецкий уезды Томского разряда, которые управлялись воеводами, назначаемые сначала Казанским, позднее Сибирским приказами. Затем, на протяжении XVIII - начала XX века территории области входила в состав Сибирской, Колыванской, Тобольской, Томской губерний.

### XVIII век
В XVIII веке началось научное и промышленное освоение территории области. В 1721 году немецкий учёный, медик и ботаник на русской службе Даниэль (Даниил) Готлиб Мессершмидт, в окрестностях Кузнецка на берегах Томи нашёл залежи каменного угля, а тобольский сын казачий Михайло Волков - в районе современного города Кемерово на Красной горке. Природными богатствами Притомья и Алтая заинтересовался уральский промышленник Акинфий Никитич Демидов, который заложил основу горнорудной промышленности на юге Сибири. При нём на Алтае были возведены первые металлургические заводы и стали разрабатываться рудники. После смерти Демидова, в 1747 году все его алтайские предприятия и Притомье стали личным владением императорской фамилии и отошли под управление Кабинета Его Императорского Величества. Большинство государственных крестьян, проживающих тогда на территории современной Кемеровской области, были приписаны к алтайским горным заводам и должны были отрабатывать там подушную подать. Основную работу на горных заводах и рудниках выполняли навечно приписанные к ним мастеровые и бергалы, а руководство осуществляли горные офицеры. Расширение производство привело к появлению первых металлургических заводов и рудников на территории области. В 1771 году на реке Томь-Чумыш был построен первый на территории Кемеровской области Томский железоделательный завод. В 1781 году в отрогах Салаирского кряжа рудоискателем Дмитрием Поповым было открыто богатое месторождение полиметаллических руд. На следующий год был заложен Первый Салаирский рудник, в 1786 году Второй, а в 1789 году - Третий Салаирский рудники. В 1795 году был построен Гавриловский серебряный завод. Всё это привело к возникновению в конце XVIII века на границе современных Кемеровской и Новосибирской областей Салаирского края.
Продолжалось научное изучение края. В 1734 году Притомье посетил Академический отряд Великой Сибирской экспедиции под руководством профессора истории Герхарда Фридриха Миллера. Разделившись, члены экспедиции сухопутным (Г. Ф. Миллер) и речным путём (И. Г. Гмелин) двинулись из Кузнецка в Томск, а затем, объединившись, -  на Енисей, по северо-восточным районам современной Кемеровской области. По пути учёные изучили флору и фауну, историю, этнографию и археологию края, собрали геологическую коллекцию, описали Томскую писаницу. Миллер провёл большую работу в архивах Кузнецка и Томска, материалы из которых впоследствии вошли в его труд "История Сибири". В 1771 году в Притомье одновременно работали два отряда Академической экспедиции под руководством академиков Петра Симона Палласа и Иоганна (Юхана) Петера Фалька. Были собраны уникальные материалы по природе, геологии, истории и археологии Сибири, которые затем легли в основу многотомного издания "Путешествие по разным провинциям Российского государства" П. С. Паласса.

### XIX-начало XX века
В XIX - начале XX века территория области входила в состав Томской губернии, губернаторы которой с 1823 по 1864 годы одновременно были главными начальниками Колывано-Воскресенского (Алтайского) горного округа. Наиболее известным из них является Фролов Пётр Козьмич, за годы губернаторства (1822-1830) которого были проведены масштабные научные исследования лесов и животного мира края, проведена реорганизация горного дела и улучшены дороги между Томском и Барнаулом. Одним из начинаний Фролова было использование каменного угля в металлургическом процессе. Во время губернаторства Аносова Павла Петровича (1847-1851) на Гурьевском металлургическом заводе был налажен выпуск булатной стали для русской армии. Но после отставки Фролова и безвременной смерти Аносова  все их начинания были забыты, так как Томскую губернскую и Алтайскую горную администрацию вполне устраивала эксплуатация крепостных мастеровых и приписных крестьян, не требовавшая дорогостоящих затрат.
В 1830-е годы в Сибири началась золотая лихорадка. Первооткрывателем золотых богатств стал, живущий на озере Большой Берчикуль (ныне Тисульский район Кемеровской области) ссыльный поселенец Егор Лесной. Несколько лет он тайно мыл золото на реке Золотой Берикюль. В 1828 году промышленную добычу золота на Берикюльской площадке начали купцы Андрей Яковлевич и Фёдор Иванович Поповы. В 30-40-е годы XIX века были открыты новые золотоносные месторождения по рекам Большой и Малый Кундустуюл, Золотой Китат, Большой Кожух, Кийский Шалтырь, Тисуль, Тулуюл. Были открыты месторождения золота и на территории Кабинета Его Императорского Величества. Золотодобычей занимались десятки частных компаний. Уже в 1835 году только на золотых приисках Мариинской тайги усилиями более 5000 рабочих-старателей было добыто 68 пудов 35 фунтов золота. Всего за 1830-1917 годы Мартайга дала 50 т. золота. Золотодобыча способствовала складыванию местной буржуазии и пролетариата, развитию торговли и росту населения. В 1856 году Кийская Слобода, ставшая перевалочным пунктом для торговцев и старателей, превратилась в окружной город Кийск, переименованный в следующем году в честь жены Александра II - императрицы Марии Александровны, в город Мариинск.
Шло изучение угольных богатств Притомья. В 1825-1827 годах по инициативе П. К. Фролова поисковыми партиями были обследованы выходы каменного угля у деревень Атамановой, Афониной, Берёзовой, Боровиковой и Щегловской Кузнецкого округа. В 1842 году инженер-капитан Наркис Александрович Соколовский дал описание в "Горном журнале" известных на тот момент каменноугольных месторождений края и определил границы каменноугольной области. В этом же 1842 году Алтай, Туву, Хакасию и Притомье посетил чиновник по особым поручениям, учёный-геолог с мировым именем Пётр Александрович Чихачёв. Результаты работы его экспедиции были изложены в книге «Путешествие в Восточный Алтай», изданной в Париже в 1845 году. В ней Чихачёв описал границы и размеры района угольных месторождений и предложил назвать его Кузнецким каменноугольным бассейном. В 1844 году обследовал угольные месторождения Притомья профессор геологии Московского университета Григорий Ефимович Щуровский. Он восхитился угольными богатствами Кузнецкого бассейна, но отверг ближайшую перспективу их использования в промышленных масштабах. До второй половины XIX века начальство Алтайского горного округа   не считало целесообразным заменять древесный уголь на каменный при металлургическом производстве. Только после отмены крепостного права и начавшегося кризиса кабинетских горных заводов началось освоение каменноугольных месторождений региона.
До середины XIX века существовал коттский язык, на котором разговаривали котты, жившие в верховьях Кондомы.
В конце XIX - начале XX века через северные районы современной Кемеровской области был проложен Транссиб, позволивший ускорить промышленное и хозяйственное освоение Притомья,  развитие торговли, переселение населения из Центральных районов России в Сибирь. Крупнейшей узловой станцией на Транссибирской магистрали в пределах современной Кемеровской области стала Тайга, которая в 1911 году была преобразована в безуездный город Тайга. На тот момент в Тайге проживало 10000 человек, работали паровозное депо, железнодорожный вокзал, школа, почта, два православных храма, католический костёл и синагога. Транссиб способствовал развитию золотодобывающей и каменноугольной промышленности. На золотые прииски стали поступать драги и локомобили из Европы и США. Иностранные фирмы и предприниматели скупали золотоносные участки и открывали акционерные общества. В 1896 году начали работать Судженские, в 1897 - Анжерские, в 1907 - Кемеровские копи. В 1912 году русско-франко-бельгийское акционерное общество "Кузнецкие каменноугольные копи" (Копикуз) получило от царского правительства на 60 лет (до 1972 года) монопольное право на освоение Кузбасса. В Копикуз вошли Гурьевский завод, Абашевские, Анжерские, Кемеровские, Киселёвские, Кольчугинские, Крапивинские, Прокопьевские копи, Тельбесский рудник. Напротив Кемеровского рудника Копикуз заложил Коксохимзавод. От Транссиба до Кольчугина и станции Кемерово была проложена железнодорожная ветка для вывоза угля. Директор-распорядитель Копикуза Иосиф Иосифович Фёдорович пригласил в 1914 году для изучения угольных месторождений Кузбасса известного геолога Леонида Ивановича Лутугина, который определил площадь бассейна в 20 тыс. кв. км и предварительно оценил запасы угля в 250 млрд т. В годы Первой мировой войны Копикуз продолжил наращивать производство, используя труд как наёмных рабочих так и военнопленных австрийцев и немцев.

## С 1917 по 1943 гг.
Непродолжительное время территория области входила в состав Алтайской губернии частично. В 1924 году было введено деление на районы. Далее она входила в Сибирский край, Западно-Сибирский край, Новосибирскую область. Во время гражданской войны на территории области проходили бои. После 1920 года началось восстановление. В Кемерово возникла автономная индустриальная колония Кузбасс. Во время индустриализации были построены Кузнецкий металлургический комбинат, шахты, заводы. Возникло множество городов. Во время Великой Отечественной войны каждый третий танк был сделан из Кузнецкого металла.

## С 1943 года
С 1943 по 1944 год в состав области входил Зырянский район (ныне в Томской области). На территории области в разное время существовали Осинниковский, Кузедеевский, Плотниковский, Титовский районы.
На момент отсоединения территорий в области насчитывалось 316 государственных промышленных предприятий, 265 промысловых артелей и 29 артелей кооперации инвалидов. В границах области имелись 21 совхоз, 1 756 колхозов, 58 МТС. Из общего количества 98 тыс. крестьянских хозяйств 96,4 тыс. хозяйств объединены в колхозах. С 1943 года построены Западно-Сибирский металлургический комбинат, алюминиевый и ферросплавный заводы. C 1979 по 1997 год работала Кемеровская железная дорога, выделенная из состава Западно-Сибирской и возвращённая туда же.
В 1989 году Кемеровская область являлась одним из центров забастовочного движения.
С 1991 по 1997 год губернатором был Михаил Кислюк. С 1997 по 2018 год с перерывом Кемеровскую область возглавлял Аман Тулеев.
19 марта 2007 года — авария на шахте «Ульяновская».
8—9 мая 2010 года — взрывы на шахте «Распадская».
С 2018 года по 2024 годы  область возглавляет Сергей Цивилев.
25 ноября 2021 года — пожар в шахте «Листвяжная».
С 18 мая 2024 исполняющий обязанности губернатора Илья Середюк. 12 сентября 2024 года он официально вступил в должность главы Кемеровской области-Кузбасса.